# Cycas pachypoda
Cycas pachypoda är en kärlväxtart som beskrevs av Kenneth D. Hill. Cycas pachypoda ingår i släktet Cycas, och familjen Cycadaceae. IUCN kategoriserar arten globalt som akut hotad. Inga underarter finns listade i Catalogue of Life.